# 蘇薩克氏症候群
蘇薩克氏症候群（英語： Susac's syndrome），是一種極為罕見的微血管疾病，會造成腦病變、分枝性視網膜靜脈阻塞和聽覺障礙。此疾病以約翰·蘇薩克（John Susac ）博士（1940–2012）的名字命名，他在1979年首次發現此疾病。
概述. 
薩塞克氏症候群以約翰・薩塞克（John Susac，1940–2012）博士的名字命名，他來自佛羅里達州溫特黑文，並於1979年首次描述了該疾病。薩塞克氏症候群是一種極為罕見的疾病，病因未知，許多患者不會出現文獻中所列的奇特症狀。例如，一名十幾歲的女性曾出現語言障礙和聽力問題，此外，多數患者會經歷持續且劇烈的頭痛或偏頭痛，某種程度的聽力損失以及視力受損。該疾病通常會自行緩解，但可能需要長達五年時間。在某些情況下，患者可能會出現意識混亂的情況。
該症候群通常影響約18歲的女性，男女患者比例約為2:1。
威廉・F・霍伊特（William F. Hoyt）最早將該疾病稱為「薩塞克氏症候群」，後來羅伯特・達羅夫（Robert Daroff）邀請薩塞克博士在《神經學》（Neurology）期刊撰寫一篇社論，並在標題中使用「薩塞克氏症候群」一詞，從此這種疾病便與他的名字密不可分。
發病機制. 
在 1979 年 3 月的《Neurology》報告中，Susac 博士、Hardman 博士和 Selhorst 博士描述了兩名具有腦病變、聽力損失和視網膜微血管病變三聯徵的患者。第一位患者接受了腦部活檢，結果顯示小型腦膜與皮質血管的中層與外膜發生硬化，這些變化提示病灶可能是癒合後的血管炎。兩名患者均接受了螢光素視網膜血管造影，結果顯示多發性視網膜動脈阻塞，但未見栓塞性疾病的證據。
儘管此病的確切發病機制仍不明，但視網膜與腦部活檢結果顯示，該疾病可能是一種小血管血管病變，導致細小動脈阻塞，並進一步引起腦部、視網膜和耳蝸組織的微梗塞。值得注意的是，去髓鞘化並不是 Susac 氏症候群的典型特徵。
此外，患者的肌肉活檢通常呈現正常，但部分病例顯示內膜毛細血管周圍有緻密的透明物質聚集，這可能代表某種非特異性的發炎反應，提示該病可能具有全身性成分，儘管其主要影響中樞神經系統。
目前最新的研究認為，本病的致病機制可能與針對內皮細胞的抗體有關，該抗體攻擊血管內皮，導致腦部、視網膜與內耳的微血管栓塞與微型中風。